# Август Шлейхер

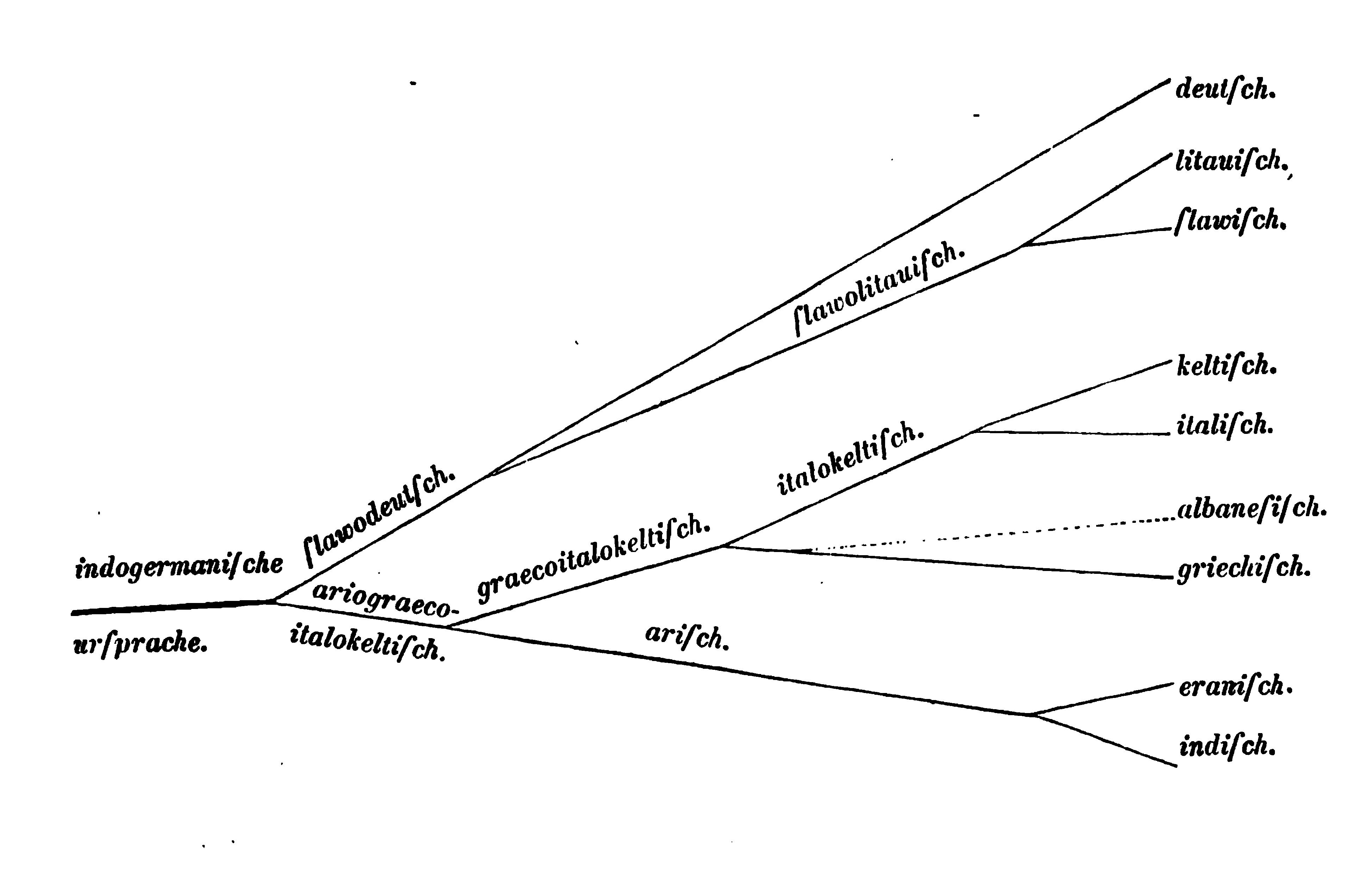
Модель генеалогічного дерева мов, запропонована Шлейхером

А́вгуст Шле́йхер або А́вґуст Шля́йхер (нім. August Schleicher; 19 лютого 1821, Майнінген — 6 грудня 1868, Єна) — німецький мовознавець, визначний представник порівняльно-історичного мовознавства. Один зі засновників індоєвропеїстики, автор моделі генеалогічного дерева мовних сімей у порівняльному мовознавстві.

## Життєпис
Народився 19 лютого 1821 року в Майнінгені в родині лікаря Йоганна Готліба Шлейхера (1793—1864). 1840 року вступив до Лейпцизького університету, 1841 року перейшов у Тюбінгенський університет. Ще через два роки, облишив вивчення теології та філософії й пере перейшов до Боннського університету, де зайнявся вивченям класичних мов (давньоєврейська, давньогрецька, латина), мов Близького Сходу та німецьку діалектологію.
Закінчив університет 1846 року, по тому працював приват-доцентом, згодом зацікавився слов'янськими мовами й насамперед чеською. Під час революційних подій 1848—1849 в Європі займався журналістською діяльністю в деяких європейських столицях, насамперед у Празі.
У 1850—1857 роках — екстраординарний, а з 1853 року ординарний професор Празького німецького університету. З 1857 року Шлейхер обійняв посаду професора Єнського університету.
Серед учнів Шлейхера були такі видатні мовознавці: Іван Бодуен де Куртене, Август Лескін, Йоганнес Шмідт, Гуго Шухардт.
Август Шлейхер помер у Єні 6 грудня 1868 року.

## Науковий доробок

### Порівняльно-історичне мовознавство та індоєвропеїстика
Велике значення для подальшого розвитку мовознавства мала розробка Августом Шлейхером порівняльно-історичного методу мовознавчих досліджень. Метод реконструкції Шлейхера став основою для подальшого розвитку компаративістики. Окрім того, Шлейхер, яких часто запозикував нову термінологію мовознавства з природничих наук, запропонував концепцію генеалогічного дерева мов та мовних сімей, за якою розвиток мов може йти або шляхом розгалуження й усамостійнення, або шляхом злиття. Виходячи з цієї концепції Шлейхер прийшов до висновку, що всі індоєвропейські мови повинні мати спільну праіндоєвропейську мову, що суттєво відрізнялася від санскриту, який до того часу вважався праосновою індоєвропейських мов. Використовуючи регулярні відповідності між відомими мовами, Шлейхер спробував реконструювати праіндоєвропейську мову. Одним з результатів такої реконструкції стала відома байка Шлейхера — невеликий текст, написаний Шлейхером реконструюваною ним праіндоєвропейською мовою.

### Славістика
Зацікавлення слов'янськими мовами почалося в Шлейхера у Празі, куди він поїхав узимку 1848 року для вивчення чеської мови. З часом він опанував також інші слов'янські мови, багато досліджував церковнослов'янську мову, викладав слов'янські мови у Празькому університеті. З 1850 року з'являються праці Шлейхера, присвячені слов'янським мовам: стаття з чеської граматики («Zeitschrift für die österreich. Gymnasien», 1850), стаття про відмінкові форми слов'янських мов («Sitzungsberichte» Віденської академії, 1852), «Formenlehre der kirchenslawischen Sprache, erklärend und vergleichend dargestellt» (1852).

### Литуаністика
Август Шлейхер був першим науковцем, який почав систематично досліджувати литовську мову, а також литовський фольклор. 1852 року він перебував у Литві, де доволі швидко зміг опанувати литовську мову й займався збиранням та записом литовських пісень, казок, загадок та інших творів усної народної творчості литовців. 1853 року він опублікував першу свою працю з литуаністики «Lituanica», що була збірником наукових статей з фольклору та граматики литовської мови. Головна праця Шлейхера з литуаністики — «Handbuch der litauischen Sprache», перша частина якої, «Граматика», з'явилася 1855 року, а друга частина — хрестоматія та словник — 1857 року.

## Вибрані праці
- Sprachvergleichende Untersuchungen. / Zur vergleichenden Sprachgeschichte. (2 Bde.) Bonn, H. B. König (1848)
- Linguistische Untersuchungen. 2. Teil: Die Sprachen Europas in systematischer Übersicht. Bonn, H. B. König (1850); neu herausgegeben von Konrad Körner, Amsterdam, John Benjamins (1982)
- Formenlehre der kirchenslawischen Sprache. Bonn, H. B. König (1852); Nachdruck Hildesheim, Verlag Gerstenberg (1976)
- Die ersten Spaltungen des indogermanischen Urvolkes. Allgemeine Zeitung für Wissenschaft und Literatur (August 1853)
- Handbuch der Litauischen Sprache. (2 Bde.) Weimar, H. Böhlau (1856/57)
- Litauische Märchen, Sprichworte, Rätsel und Lieder. Weimar, H. Böhlau (1857)
- Volkstümliches aus Sonneberg im Meininger Oberlande — Lautlehre der Sonneberger Mundart. Weimar, H. Böhlau (1858)
- Kurzer Abriss der Geschichte der italienischen Sprachen. Rheinisches Museum für Philologie 14.329–46. (1859)
- Die Deutsche Sprache. Stuttgart, J. G. Cotta (1860); überarbeitet und neu herausgegeben von Johannes Schmidt, Stuttgart, J. G. Cotta (1888)
- Compendium der vergleichenden Grammatik der indogermanischen Sprachen. (Kurzer Abriss der indogermanischen Ursprache, des Altindischen, Altiranischen, Altgriechischen, Altitalischen, Altkeltischen, Altslawischen, Litauischen und Altdeutschen.) (2 Bde.) Weimar, H. Böhlau (Bd. 1 1861; Bd. 2 1862); Nachdruck Minerva GmbH, Wissenschaftlicher Verlag, ISBN 3-8102-1071-4
- Die Darwinsche Theorie und die Sprachwissenschaft — offenes Sendschreiben an Herrn Dr. Ernst Haeckel. Weimar, H. Böhlau (1863)
- Die Bedeutung der Sprache für die Naturgeschichte des Menschen. Weimar, H. Böhlau (1865)
- Christian Donalitius Litauische Dichtungen (mit litauisch-deutschem Glossar herausgegeben von A. Schleicher), St. Petersburg, Russische Akademie der Wissenschaften (1865)
- Darwinism Tested by the Science of Language. (Übersetzung aus dem Deutschen von Alexander V. W. Bikkers) London, J. C. Hotten (1869)
- Die Darwinsche Theorie und die Sprachwissenschaft. Weimar, H. Böhlau (1873)
- Laut- und Formenlehre der polabischen Sprache. Nachdruck Sändig Reprint Verlag H.R. Wohlwend, ISBN 3-253-01908-X
- Sprachvergleichende Untersuchungen. Nachdruck Minerva GmbH, Wissenschaftlicher Verlag, ISBN 3-8102-1072-2
- Die Formenlehre der kirchenslawischen Sprache erklärend und vergleichend dargestellt. Nachdruck H. Buske Verlag, Hamburg (1998), ISBN 3-87118-540-X